# Francesco Acerbi
Francesco Acerbi (Dresano, 10 augustus 1988) is een Italiaans voetballer die doorgaans als centrale verdediger speelt. Hij verruilde SS Lazio in juli 2023 voor Internazionale, dat hem in het voorgaande seizoen al huurde. Acerbi debuteerde in 2014 in het Italiaans voetbalelftal.

## Clubcarrière
Acerbi stroomde in 2006 door vanuit de jeugd van AC Pavia. Die club verhuurde hem aan AC Renate en Spezia Calcio en gaf hem daarna een basisplaats. In 2010, met bijna vijftig competitiewedstrijden voor Pavia op de teller, verhuisde Acerbi naar Reggina. Een jaar later nam Chievo hem voor twee miljoen euro over. Na zes seizoenen op lagere niveaus debuteerde Acerbi op 20 november 2011 namens Chievo in de Serie A. Hij maakte in een half jaar genoeg indruk om AC Milan te overtuigen hem in juli 2012 in te lijven. Hier lukte het hem niet om een basisplaats te bemachtigen.
Acerbi verruilde AC Milan in januari 2013 voor Genoa, maar zou nooit een wedstrijd voor die club spelen. Genoa verhuurde hem in plaats daarvan voor een half jaar aan Chievo, om hem bij terugkomst te verkopen aan US Sassuolo. Voor het seizoen 2013/14 begon werd er bij Acerbi teelbalkanker ontdekt. De tumor werd operatief verwijderd, waarna hij tot aan Kerstmis dertien competitierondes speelde. In december 2013 kwam aan het licht dat hij nog niet genezen was. Acerbi onderging daarop chemotherapie en miste de rest van het seizoen.
Acerbi keerde bij aanvang van het seizoen 2014/15 terug in het basiselftal van Sassuolo en verdween daar vier jaar lang niet meer uit. In zowel 2016/17 als 2017/18 miste hij geen minuut van de competitie. SS Lazio raakte geïnteresseerd en haalde hem in juli 2018 voor 12 miljoen euro naar Rome. Ook hier werd hij meteen basisspeler. Acerbi werd in 2019/20 vierde met Lazio en mocht als gevolg daarvan in 2020/21 voor het eerst sinds 2012 (met AC Milan) weer in de Champions League spelen. Hierin bereikten zijn ploeggenoten en hij de achtste finale, waarin ze verloren van Bayern München. Acerbi speelde in vier jaar 172 wedstrijden voor Lazio. Naast het behalen van die vierde plaats, won hij in 2018/19 de Coppa Italia en in 2019 ook de Supercoppa met de Romeinse club, de eerste prijzen van zijn carrière.
Acerbi verhuisde in september 2022 op huurbasis van Lazio naar Internazionale, de nummer twee van Italië in het voorgaande seizoen. Hier kwam hij opnieuw te spelen onder Simone Inzaghi, van 2018 tot en met 2021 ook zijn coach bij Lazio. Hij werd opnieuw basisspeler en won ook met Internazionale zowel de Coppa Italia als de Supercoppa. Bovendien bereikte Acerbi met de Milanezen de finale van de Champions League 2022/23. Hij speelde op één groepsduel na in alle wedstrijden dat toernooi. Internazionale nam Acerbi op 1 juli 2023 definitief over van Lazio.
Op 6 mei 2025 beleefde Acerbi een van de hoogtepunten van zijn loopbaan. In de halve finale van de UEFA Champions League tegen FC Barcelona scoorde hij in de blessuretijd de 3-3, waardoor de stand over twee wedstrijden op 6-6 kwam. Die goal, zijn eerste ooit in de Champions League, dwong verlenging af. Internazionale trok daarin aan het langste eind dankzij een doelpunt van Davide Frattesi in de 98e minuut. Dankzij die overwinning plaatste Acerbi zich voor de tweede keer in zijn carrière voor de finale van het toernooi, opnieuw als vaste waarde in de verdediging.

## Clubstatistieken
| Seizoen | Club             | Competitie | Competitie | Competitie | Beker | Beker | Internationaal | Internationaal | Totaal | Totaal |
| Seizoen | Club             | Competitie | Wed.       | Dlp.       | Wed.  | Dlp.  | Wed.           | Dlp.           | Wed.   | Dlp.   |
| ------- | ---------------- | ---------- | ---------- | ---------- | ----- | ----- | -------------- | -------------- | ------ | ------ |
| 2005/06 | AC Pavia         | Serie C1   | 1          | 0          | 0     | 0     | —              | —              | 1      | 0      |
| 2006/07 | AC Pavia         | Serie C1   | 1          | 0          | 0     | 0     | —              | —              | 1      | 0      |
| 2006/07 | → AC Renate      | Serie D    | 1          | 0          | 0     | 0     | —              | —              | 1      | 0      |
| 2008/09 | AC Pavia         | Serie C2   | 22         | 2          | 3     | 0     | —              | —              | 25     | 2      |
| 2009/10 | AC Pavia         | Serie C2   | 24         | 1          | 1     | 0     | —              | —              | 25     | 1      |
| 2010/11 | Reggina          | Serie B    | 42         | 2          | 1     | 0     | —              | —              | 43     | 1      |
| 2011/12 | Chievo Verona    | Serie A    | 17         | 1          | 3     | 0     | —              | —              | 20     | 1      |
| 2012/13 | AC Milan         | Serie A    | 6          | 0          | 2     | 0     | 2              | 0              | 10     | 0      |
| 2012/13 | → Chievo Verona  | Serie A    | 7          | 0          | 0     | 0     | —              | —              | 7      | 0      |
| 2013/14 | US Sassuolo      | Serie A    | 13         | 0          | 0     | 0     | —              | —              | 13     | 0      |
| 2014/15 | US Sassuolo      | Serie A    | 32         | 3          | 0     | 0     | —              | —              | 32     | 3      |
| 2015/16 | US Sassuolo      | Serie A    | 36         | 4          | 2     | 0     | —              | —              | 38     | 4      |
| 2016/17 | US Sassuolo      | Serie A    | 38         | 4          | 1     | 0     | 10             | 0              | 49     | 4      |
| 2017/18 | US Sassuolo      | Serie A    | 38         | 0          | 3     | 0     | —              | —              | 41     | 0      |
| 2018/19 | SS Lazio         | Serie A    | 37         | 3          | 5     | 0     | 8              | 0              | 50     | 3      |
| 2019/20 | SS Lazio         | Serie A    | 36         | 2          | 2     | 0     | 6              | 0              | 44     | 2      |
| 2020/21 | SS Lazio         | Serie A    | 32         | 0          | 2     | 1     | 8              | 0              | 42     | 1      |
| 2021/22 | SS Lazio         | Serie A    | 30         | 4          | 0     | 0     | 6              | 0              | 36     | 4      |
| 2022/23 | → Internazionale | Serie A    | 31         | 0          | 5     | 1     | 12             | 0              | 48     | 1      |
| 2023/24 | Internazionale   | Serie A    | 29         | 3          | 3     | 0     | 6              | 0              | 38     | 3      |
| Totaal  | Totaal           | Totaal     | 473        | 29         | 32    | 2     | 58             | 0              | 564    | 31     |

## Interlandcarrière
Acerbi debuteerde op dinsdag 18 november 2014 in het Italiaans voetbalelftal, dat die dag een oefeninterland speelde tegen Albanië (1–0 winst). Acerbi viel in de 82ste minuut in voor Leonardo Bonucci. Hij moest daarna wachten tot 29 maart 2016 op zijn tweede interland, uit tegen Duitsland. Zijn derde interland volgde weer anderhalf jaar later, tegen de Verenigde Staten. Acerbi maakte vanaf augustus 2019 regelmatig deel uit van het Italiaans voetbalelftal. Hij maakte op 15 november 2019 zijn eerste interlanddoelpunt. Hij schoot toen de 0–1 binnen in een met 0–3 gewonnen EK-kwalificatiewedstrijd in en tegen Bosnië en Herzegovina. Bondscoach Roberto Mancini nam Acerbi in juni 2021 mee naar het EK 2020, zijn eerste eindtoernooi. Daarop speelde hij twee groepswedstrijden en de achtste finale. Vanaf de kwartfinale zag hij vanaf de bank hoe zijn teamgenoten de Europese titel voor Italië binnenhaalden.
Acerbi werd op 23 mei 2024 door bondscoach Luciano Spalletti opgenomen in de voorlopige Italiaanse selectie voor het EK 2024 in Duitsland, maar haakte een week later af met een liesblessure.

## Erelijst
| Competitie     |        |         |       |       |
| Competitie     | Aantal | Jaren   |       |       |
| Lazio          | Lazio  | Lazio   | Lazio | Lazio |
| -------------- | ------ | ------- | ----- | ----- |
| Coppa Italia   | 1x×    | 2018/19 |       |       |
| Supercoppa     | 1×     | 2019    |       |       |
| Internazionale |        |         |       |       |
| Coppa Italia   | 1×     | 2022/23 |       |       |
| Supercoppa     | 1×     | 2022    |       |       |

| Competitie | Winnaar | Winnaar | Runner-up | Runner-up | Derde  | Derde  |
| Competitie | Aantal  | Jaren   | Aantal    | Jaren     | Aantal | Jaren  |
| Italië     | Italië  | Italië  | Italië    | Italië    | Italië | Italië |
| ---------- | ------- | ------- | --------- | --------- | ------ | ------ |
| EK voetbal | 1×      | 2020    |           |           |        |        |